# Исангулово
Исангулово — деревня в Мензелинском районе Татарстана. Входит в состав Наратлы-Кичуского сельского поселения.

## География
Находится в восточной части Татарстана на реке Мензеля, в 33 км к юго-западу от районного центра — города Мензелинска.

## История
В окрестностях деревни выявлен археологический памятник: Исангуловское селище (общебулгарский памятник).
Деревня основана в 1714 году.
В XVIII — первой половине XIX века жители относились к сословию государственных крестьян. Основные занятия жителей в этот период — земледелие и скотоводство, была распространена поденщина.
Жители деревни приняли активное участие в Крестьянской войне 1773—1775 годов.
В «Списке населенных мест по сведениям 1870 года», изданном в 1877 году, населённый пункт упомянут как деревня Исенгулова (Ашпала) 5-го стана Мензелинского уезда Уфимской губернии. Располагалась при речке Мензеле, между левой стороной почтового тракта из Мензелинска в Елабугу и правой — Бирско-Мамадышского, в 24 верстах от уездного города Мензелинска и в 22 верстах от становой квартиры в деревне Кузекеева (Кускеева). В деревне, в 35 дворах проживали 198 человек, татары (98 мужчин и 100 женщин).
С 1896 года действовала мечеть (закрыта в 1938 г.). В этот период земельный надел сельской общины составлял 604 десятины.
До 1920 года деревня входила в Бишинды-Останковскую волость Мензелинского уезда Уфимской губернии. С 1920 года в составе Мензелинского, с 1922 — Челнинского кантонов ТАССР. С 10 августа 1930 года в Челнинском, с 10 февраля 1935 года в Ворошиловском, с 29 ноября 1957 года в Яна-Юльском, с 12 октября 1959 года в Мензелинском районах.
В 1930–2014 годах работала начальная школа.
В 1931 году в деревне организован колхоз. С 2006 года деревня в составе общества с ограниченной ответственностью «Агрофирма «Мензелинские зори».

## Население
| 1859 | 1870 | 1908 | 1913 | 1920 | 1926 | 1938 | 1949 | 1958 | 1970 | 1979 | 1989 | 2002 | 2010 | 2017 |
| ---- | ---- | ---- | ---- | ---- | ---- | ---- | ---- | ---- | ---- | ---- | ---- | ---- | ---- | ---- |
| 188  | 198  | 363  | 409  | 422  | 302  | 238  | 166  | 114  | 165  | 145  | 114  | 108  | 102  | 90   |

Национальный состав села — татары.

## Экономика
Жители работают преимущественно в крестьянских (фермерских) хозяйствах, в обществе с ограниченной ответственностью «Агрофирма «Мензелинские зори», занимаются полеводством, мясо-молочным скотоводством.

## Инфраструктура
В деревне действует клуб (с 1974 г.).